# Pobeda (distrikt i Bulgarien, Pleven)
Pobeda (bulgariska: Победа) är ett distrikt i Bulgarien.   Det ligger i kommunen Obsjtina Dolna Mitropolija och regionen Pleven, i den centrala delen av landet, 130 km nordost om huvudstaden Sofia.
Trakten runt Pobeda består till största delen av jordbruksmark. Runt Pobeda är det ganska tätbefolkat, med 179 invånare per kvadratkilometer.